# Agitprop
Agítpróp je skrajšana oblika za »Oddelek za agitacijo in propagando«. Oddelki Agitropa so bili sestavni del centralnih in regionalnih komitejev komunističnih partij v Sovjetski zvezi. Agitprop je bil sestavljen iz sektorja za notranje zadeve in tujino. Cilj Agitpropa je bil širjenje komunističnih idej v Sovjetski zvezi in tujini. S propagandnimi informacijami so podpirale in poveličevale dosežke komunističnih oblasti, politiko ZDA in Zahodne Evrope pa so prikazovale kot politiko imperialističnega in kapitalističnega izkoriščanja delavcev. Pripadniki Agitpropa so vodili komunistično propagando, agitacijsko, indoktrinacijsko, ideološkovzgojno in ideološkonadzorno ter usmerjevalno dejavnost s poglavitnim ciljem, da mobilizirajo ljudi, kolektive, vojaške enote, najrazličnejše ustanove ipd. za izpolnjevanje nalog, ki jih je postavila Komunistična partija. Leta 1945 je odelek Agitprop po prevzemu oblasti ustanovil tudi Centralni komite komunistične partije Jugoslavije (CK KPJ). Po sporu med Jugoslavijo od Sovjetsko zvezo so novembra leta 1952 na VI. kongresu KPJ, razpustili jugoslovanski agitpropovski aparat.